# Brzostek (Powiat Dębicki)

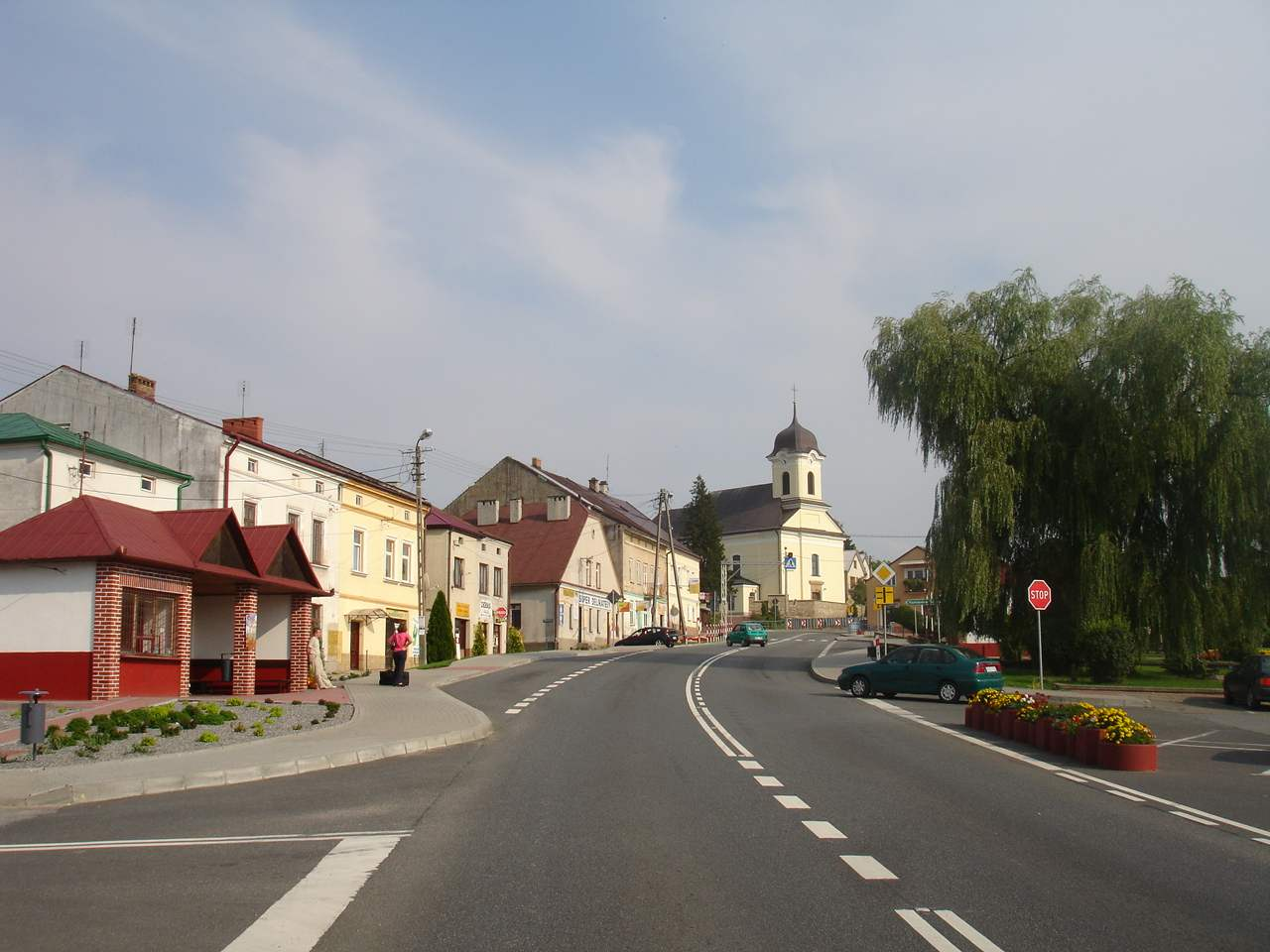
Brzostek

Brzostek ist eine Stadt im Powiat Dębicki der Woiwodschaft Karpatenvorland in Polen. Sie ist Sitz der gleichnamigen Stadt-und-Land-Gemeinde mit etwas über 13.000 Einwohnern.

## Geographie
Die Stadt liegt am rechten Ufer der Wisłoka an der Grenze des Ciężkowice-Gebirge im Westen und des Strzyżów-Gebirge im Osten, auf der Höhe von 250 Metern. Die Nachbarorte sind Siedliska-Bogusz im Norden, Nawsie Brzosteckie im Osten, Klecie im Süden, Skurowa im Westen sowie Zawadka Brzostecka im Nordwesten.

## Geschichte
Im 12. Jahrhundert gehörte das Gebiet zur Benediktinerabtei Tyniec, damit im Zusammenhang tauchten erste Erwähnungen auf, deren Datierung in Frage gestellt wurde. Der Ort wurde in einem Dokument von Gilo von Paris (wahrscheinlich aus den Jahren 1123–1125) als Brestek  villa und im 1229 erschienenen Päpstlichen Bullee als Brestak erwähnt. Im Jahr 1349 wurde der Ort unter dem König Kasimir III. dem Großen auf deutschem Recht gegründet. Er lag in der Woiwodschaft Sandomir, entlang einer Handelsstraße von Krakau nach Ungarn. Im 15. Jahrhundert Brzostek war eine Stadt. Der Name ist abgeleitet von einem Unterart der Bergulme (brzost).
Bei der Ersten Teilung Polens kam Brzostek 1772 zum neuen Königreich Galizien und Lodomerien des habsburgischen Kaiserreichs (ab 1804). Ab dem Jahr 1855 gehörte Brzostek zum Bezirk Pilzno.
Nach dem Ende des Ersten Weltkriegs und dem Zusammenbruch der k.u.k. Monarchie kam Brzostek 1918 zu Polen. Unterbrochen wurde dies nur durch die Besetzung Polens durch die Wehrmacht im Zweiten Weltkrieg.
Von 1975 bis 1998 gehörte Brzostek zur Woiwodschaft Tarnów.

## Gemeinde
Zur Stadt-und-Land-Gemeinde (gmina miejsko-wiejska) gehören neben der Stadt Brzostek 18 Dörfer.